# 和平フレイズ
和平フレイズ株式会社（わへいフレイズ）とは、新潟県燕市に本社を置く日本の企業である。主にフライパンや鍋などのキッチン用品を企画・販売している。主な商品に平野レミのレミパンや有元葉子のラバーゼシリーズがある。

## 沿革
- 1951年8月 - 「和平商店」として個人創業
- 1961年7月 - 組織を改め、「和平金属株式会社」に改組
- 1969年7月 - 三条市東裏館に本社社屋を移転
- 1975年9月 - 燕市物流センター内に本社社屋を移転
- 1981年8月 - 資本金 5,000万円に増資
- 1989年8月 - 東京店開設
- 1990年5月 - 名古屋店開設
- 1991年4月 - 大阪店開設
- 1994年2月 - 新社名「和平フレイズ株式会社」に改める。第二物流センター完成
- 1995年4月 -  福岡店開設
- 1996年9月 - 仙台店開設
- 1997年2月 - 新社長に和平稔夫就任、新体制スタート
- 2000年7月 - 現本社社屋と物流センターA棟の完成、移転
- 2001年9月 - 中国上海市に上海事務所開設
- 2005年9月 - 明道株式会社と合併。札幌店開設
- 2006年
  - 4月 - 中国上海市に現地法人「富立資和平貿易（上海）有限公司」を設立
  - 7月 - 物流機能強化のため物流センターA棟を増築
- 2009年8月 - 物流機能強化のため物流センターA棟に隣接し、B棟を増築
- 2013年
  - 3月 - 韓国に「和平韓国株式会社」を設立
  - 6月 - 物流センターにおける一連の業務を効率化するためのWMS＜倉庫管理システム＞を導入
- 2016年8月 - 会社分割によりグループ会社体制を確立。本社機能（物流・企画開発・管理）は和平フレイズMS株式会社に社名変更。営業本部を独立／子会社化し、和平フレイズ株式会社として運営